# 이석연
이석연(李石淵, 1954년 4월 25일~)은 대한민국의 변호사, 제28대 법제처장이다. 본관은 전주이며, 전라북도 정읍 출신이다.

## 생애
1954년 4월 25일 전라북도 정읍군 옹동면 오성리 제내마을에서 태어났다. 옹동초등학교, 태인중학교를 졸업한 후 고등학교 과정을 검정고시로 이수하고 전북대학교 법학과를 졸업했다. 1980년 전북대학교 대학원에서 법학 석사 학위를 취득하고, 1991년 8월 서울대학교 대학원에서 형사법 전공으로 법학 박사 학위를 취득했다.
1979년 제23회 행정고등고시, 1985년 제27회 사법시험에 합격하였다.
1989년부터 1994년까지 헌법재판소 헌법연구관을 지냈다.
1994년부터는 변호사로 경제정의실천시민연합 등 시민단체에서 활동하였다. 1998년에는 군가산점 제도에 대한 헌법소원(98헌마363)에서 이화여대 재학생인 여학생들과 장애인 남성인 청구인들의 대리인을 맡아 위헌결정을 받아냈다.
2000년대에는 참여정부에 대해 비판적 입장을 취하며 뉴라이트 시민단체에서 활동하였다.
2004년 노무현 대통령 탄핵사건(2004헌나1)에서 소추위원(법사위원장)측 대리인을 맡아 탄핵심판에 관여하였고, 신행정수도 이전에 대한 헌법소원 사건(2004헌마554)에서 청구인측 대리인을 맡아 위헌결정을 받아냈다.
이후 이명박 정부에서 제28대 법제처장을 역임하였다.

## 학력
- 1978년 : 전북대학교 법학 학사
- 1980년 : 전북대학교 대학원 법학 석사
- 1991년 : 서울대학교 대학원 법학 박사

## 주요 경력
- 대한변호사협회 감찰위원
- 대한변호사협회 인권위원
- 1979 : 제23회 행정고등고시 23회 합격
- 1980 ~ 1989 : 법제처 사무관
- 1985 : 제27회 사법시험 합격(사법연수원 17기 수료)
- 1989 ~ 1994 : 헌법재판소 헌법연구관
- 1994 ~ 2007.01 : 이석연법률사무소 변호사
- 1996 : 국세청 고문변호사
- 1999 ~ 2001 : 제4대 경제정의실천시민연합 사무총장, 시민입법위원장
- 2001 ~ 2007 : 동국대학교 법과대학 겸임교수
- 2001 : 민사회단체연대회의 공동운영위원회 위원장
- 2003 : KT, POSCO 고문변호사
- 2003 ~ 2005 : 감사원 부정방지대책위원회 위원장
- 2003 ~ 2006 : 감사원 국민감사청구심사위회 위원장
- 2003 : 연합뉴스 뉴스통신진흥회 설립위원
- 2003 ~ 2005 : 일본 게이오대학 법학부 교환교수
- 2005 : 미국 인명연구소 인명사전 등재
- 2006 ~ 2007 : 뉴라이트전국연합 상임대표
- 2006 ~ 2007 : 선진화국민회의 상임공동위회 위원장
- 2006.09 ~ 2008.12 : 한반도선진화재단 이사
- 2007.01 ~ 현재 : 법무법인 서울 대표변호사
- 2008.03 ~ 2010.08 : 제28대 법제처 처장
- 2010.08 : 한국세무사회 고문
- 2011.02 ~ 현재 : 21세기 비즈니스포럼 대표
- 2011.02 : 한국감정평가협회 법률고문
- 2011.07 : 아시아기자협회 부이사장
- 옛 자유한국당 정치인
- 옛 바른정당 정치인
- 2020.01 ~ 2020.02 : 제21대 국회의원 선거 자유한국당 공천관리위원 및 공천관리위원회 부위원장
- 2020.02 ~ 2020.03 : 제21대 국회의원 선거 미래통합당 공천관리위원 및 공천관리위원회 부위원장
- 2020.03 : 제21대 국회의원 선거 미래통합당 공천관리위원회 위원장 직무대행
- 엄홍길휴먼재단 고문
- 2021.01 ~ : 사단법인 훈민정음기념사업회 고문 겸 자문위원
- 2023.04 ~ : 동서대학교 경찰행정학과 석좌교수
- 2025.04 : 더불어민주당 입당
- 2025.04 ~ : 제21대 대통령 선거 더불어민주당 이재명 대통령 후보 진짜 대한민국 선거대책위원회 공동선거대책위원장 겸 국민대통합위원회 공동위원장

## 상훈
- 1999년 : 조세의 날 대통령 표창
- 2005년 : 애산법률문화상